# Болтирик Алменулы
Болтирик Алменулы, Болтирик шешен (1771, ныне Шуский район Жамбылской области — 1854, там же) — казахский оратор, батыр, судья . У казахов, киргизов и узбеков много крылатых изречении и высказываний, называемых «Слова Болтирика».
Родился в 1771 году в ауле Шокпар. Происходил из рода ысты Старшего жуза. Похоронен в ауле Жадик Таласского района Жамбылской области.
В честь него названы села Болтирик и Болтирик шешен.

## Биография
В молодости он прославился и как стихотворец, и как герой, а когда вырос, стал решать конфликты и ссоры.
Народная память сохранила много мудрых высказываний Болтирика. Его краткие рассказы-назидания: "«Седая борода ночью виднеется, как луна», «Осталась слава вора-грабителя», «Благословение ханского сына»,"Как казах и кыргыз примеривались богатствами","Бог все исправит", «Суть спора разрешит выданная девушка» — стали примером лаконичных высказываний, когда в малом тексте передается глубокий смысл. В одном из них Болтирик-шешен заключает: "У чистокровного скакуна острижена грива, чтобы беспородная лошадь не сравнивала с ней свою гриву. У отважного воина нет богатства, чтобы недостойный не примеривался к нему своим богатством ".

## Сочинения
- Әлменұлы Б., Шешендік сөздер. А., 1991.